# هادی خاتمی
هادی خاتمی (زاده۱۳۲۱ بروجرد لرستان) درگذشته نماینده شهرستان بروجرد و اشترینان در مجلس چهارم و مجلس پنجم شورای اسلامی بود.

## زندگی
هادی خاتمی در ۱۳۲۱ هجری شمسی در بروجرد لرستان به دنیا آمد.